# Lacoste & Battmann

Lacoste & Battmann von 1904

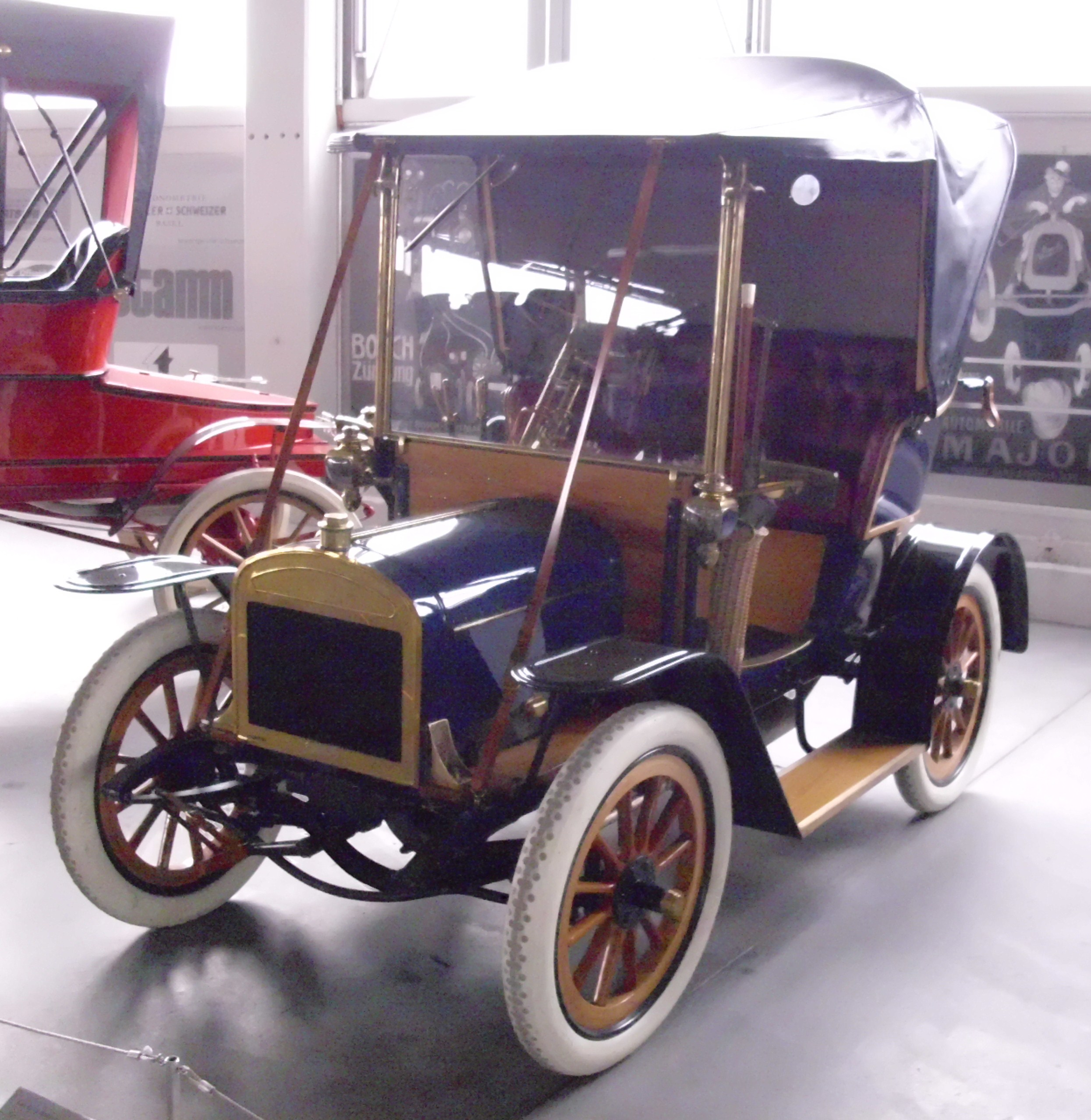
Lacoste & Battmann von 1907

Lacoste & Battmann war ein französischer Hersteller von Automobilen.

## Unternehmensgeschichte
Jacques Lacoste gründete 1897 das Unternehmen J. Lacoste et Cie in Paris zur Automobilproduktion. 1901 erfolgte die Umbenennung in Lacoste & Battmann und 1905 in Lacoste & Battmann Ltd. Neben dem eigenen Fahrzeugbau wurden auch fertige Fahrgestelle an Konkurrenzunternehmen und Tochtergesellschaften wie Cupelle, Gamage, Imperial, Jackson, L & B, Lacoba, Lancaster, Napoleon, Regal, Simplicia und Speedwell verkauft, die die Fahrgestelle zu kompletten Autos vervollständigten und unter eigenem Namen anboten.
1913 endete die Produktion.
Außerdem entstanden zwischen 1906 und 1908 Lastkraftwagen und Omnibusse.

## Fahrzeuge
- 1897: 4 CV
- 1903: 6 CV Einzylinder- und 12 CV Zweizylinder-Einbaumotor von De Dion-Bouton sowie 24 CV Vierzylindermotor von Mutel
- 1904: Einzylindermodell mit 700 cm³ Hubraum
- 1905: Einzylindermodelle, 10 CV Zweizylinder mit 2000 cm³ Hubraum sowie Vierzylindermodelle mit 2500 cm³, 3300 cm³ und 4900 cm³ Hubraum; Motoren von Aster und De Dion-Bouton
- 1906: 12/16 CV
- 1907: Ein-, Zwei- und Vierzylindermodelle vom 4,5 CV bis zum 24 CV sowie Elektroautos
- 1910: Vierzylindermodell mit 1800 cm³ Hubraum, Motor von Aster

Ein Fahrzeug dieser Marke nimmt gelegentlich am London to Brighton Veteran Car Run teil.